# Административно-территориальное деление Камчатского края

## Административно-территориальное устройство
Согласно Уставу Камчатского края и Закону «Об административно-территориальном устройстве Камчатского края», субъект РФ включает следующие административно-территориальные единицы:
- 3 города краевого подчинения:
  - Петропавловск-Камчатский,
  - Вилючинск,
  - Елизово;
- 11 районов, 
  - 4 из которых (Карагинский, Олюторский, Пенжинский, Тигильский) входят в Корякский округ как административно-территориальную единицу с особым статусом с центром в посёлке Палана.

### Районы и города краевого подчинения
| Районы |                          |        |                    |         |          |
| 1 | Алеутский район          | 30 201 | с. Никольское      | 1 580   | ↘624     |
| 2 | Быстринский район        | 30 204 | c. Эссо            | 23 377  | ↘2422    |
| 3 | Елизовский район         | 30 207 | г. Елизово         | 40 996  | ↘59 658  |
| 4 | Карагинский район        | 30 124 | пос. Оссора        | 40 641  | ↘3403    |
| 5 | Мильковский район        | 30 210 | с. Мильково        | 22 590  | ↘8890    |
| 6 | Олюторский район         | 30 127 | с. Тиличики        | 72 352  | ↘3569    |
| 7 | Пенжинский район         | 30 129 | с. Каменское       | 116 086 | ↘2026    |
| 8 | Соболевский район        | 30 213 | с. Соболево        | 21 076  | ↘1988    |
| 9 | Тигильский район         | 30 123 | с. Тигиль          | 63 484  | ↘3668    |
| 10 | Усть-Большерецкий район  | 30 216 | с. Усть-Большерецк | 20 626  | ↘6185    |
| 11 | Усть-Камчатский район    | 30 219 | пос. Усть-Камчатск | 40 837  | ↘8744    |
| Города краевого подчинения |                          |        |                    |         |          |
| I | Вилючинск (ЗАТО)         | 30 535 |                    |         | ↗21 834  |
| II | Елизово                  | 30 402 |                    |         | ↘36 199  |
| III | Петропавловск-Камчатский | 30 401 |                    |         | ↘162 546 |
| примечание: выделенные розовым цветом районы входят в Корякский округ как административно-территориальную единицу с особым статусом |                          |        |                    |         |          |

## Муниципальное устройство
В рамках организации местного самоуправления, в границах административно-территориальных единиц Камчатского края образованы 64 муниципальных образования, в том числе:
- 3 городских округа
  - Петропавловск-Камчатский,
  - Вилючинский (ЗАТО),
  - посёлок Палана;
- 1 муниципальный округ;
- 10 муниципальных районов, в составе которых выделяются
  - 4 городских поселения и
  - 46 сельских поселений.

### Муниципальные районы, городские и муниципальные округа
| № на карте | Флаг | Герб | Название                 | Код ОКТМО | Центр                       | Площадь, км² | Население, чел. | Плотность населения, чел/км² |
| --- | ---- | ---- | ------------------------ | --------- | --------------------------- | ------------ | --------------- | ---------------------------- |
| Муниципальный округ |      |      |                          |           |                             |              |                 |                              |
| 1 |      |      | Алеутский район (МО)     | 30 501    | с. Никольское               | 1 580        | ↘624            | 0,40                         |
| Муниципальные районы |      |      |                          |           |                             |              |                 |                              |
| 2 |      |      | Быстринский район        | 30 604    | c. Эссо                     | 23 377       | ↘2422           | 0,10                         |
| 3 |      |      | Елизовский район         | 30 607    | г. Елизово                  | 40 996       | ↘59 658         | 1,55                         |
| 4 |      |      | Карагинский район        | 30 824    | пос. Оссора                 | 40 641       | ↘3403           | 0,09                         |
| 5 |      |      | Мильковский район        | 30 610    | с. Мильково                 | 22 590       | ↘8890           | 0,44                         |
| 6 |      |      | Олюторский район         | 30 827    | с. Тиличики                 | 72 352       | ↘3569           | 0,06                         |
| 7 |      |      | Пенжинский район         | 30 829    | с. Каменское                | 116 086      | ↘2026           | 0,02                         |
| 8 |      |      | Соболевский район        | 30 613    | с. Соболево                 | 21 076       | ↘1988           | 0,12                         |
| 9 |      |      | Тигильский район         | 30 823    | с. Тигиль                   | 63 484       | ↘3668           | 0,06                         |
| 10 |      |      | Усть-Большерецкий район  | 30 616    | с. Усть-Большерецк          | 20 626       | ↘6185           | 0,39                         |
| 11 |      |      | Усть-Камчатский район    | 30 619    | пос. Усть-Камчатск          | 40 837       | ↘8744           | 0,25                         |
| Городские округа |      |      |                          |           |                             |              |                 |                              |
| I |      |      | Вилючинский (ЗАТО)       | 30 735    | г. Вилючинск                | 341          | ↗21 834         | 63,78                        |
| II |      |      | посёлок Палана           | 30 851    | п. Палана                   | 15           | ↘2837           | 200,47                       |
| III |      |      | Петропавловск-Камчатский | 30 701    | г. Петропавловск-Камчатский | 362          | ↘162 546        | 500,04                       |
| примечание: выделенные розовым цветом муниципальные районы составляют Корякский округ как административно-территориальную единицу с особым статусом с центром в посёлке Палана |      |      |                          |           |                             |              |                 |                              |

Законом от 30 апреля 2020 года Алеутский муниципальный район и его единственное сельское поселение (Никольское) были упразднены и преобразованы в Алеутский муниципальный округ (закон вступил в силу с 15 июня 2020 года с переходным периодом до 31 декабря 2020 года).

### Городские и сельские поселения
| Мун. район               | Центр                 | Сельские и городские поселения (населённые пункты, входящие в поселение) |
| ------------------------ | --------------------- | --- |
| Алеутский (до 2020 года) | село Никольское       | до 2020 года: Никольское (село Никольское) |
| Быстринский              | село Эссо             | Анавгайское (село Анавгай), Эссовское (село Эссо) |
| Елизовский               | город Елизово         | Вулканное (рп Вулканный), Елизовское (город Елизово); Корякское (посёлок Зелёный; сёла: Коряки, Северные Коряки), Начикинское (сёла: Ганалы, Малки; посёлки: Дальний, Начики, Сокоч), Николаевское (сёла: Николаевка, Сосновка), Новоавачинское (село Двуречье; посёлки: Красный, Нагорный, Новый), Новолесновское (посёлки: Березняки, Лесной; село Южные Коряки), Паратунское (село Паратунка, посёлок Термальный), Пионерское (посёлки: Крутобереговый, Пионерский, Светлый), Раздольненское (посёлки: Кеткино, Раздольный; село Пиначево) |
| Карагинский              | посёлок Оссора        | «село Ивашка» (село Ивашка), «село Ильпырское» (село Ильпырское), «село Карага» (село Карага), «село Тымлат» (село Тымлат), «посёлок Оссора» (Оссора), межселенная территория (село Кострома) |
| Мильковский              | село Мильково         | Атласовское (сёла: Атласово, Лазо; посёлок Таёжный), Мильковское (сёла: Долиновка, с. Мильково, Пущино, Шаромы) |
| Олюторский               | село Тиличики         | «село Апука» (село Апука), «село Ачайваям» (село Ачай-Ваям), «село Вывенка» (село Вывенка), «село Корф» (село Корф), «село Средние Пахачи» (село Средние Пахачи), «село Тиличики» (село Тиличики), «село Усть-Пахачи» (село Пахачи), «село Хаилино» (село Хаилино) |
| Пенжинский               | село Каменское        | «село Аянка», (село Аянка), «село Каменское» (село Каменское), «село Манилы» (село Манилы), «село Слаутное» (село Слаутное), «село Таловка» (село Таловка); межселенная территория (сёла: Оклан, Парень) |
| Соболевский              | село Соболево         | Ичинское (посёлок Ичинский), Крутогоровское (посёлок Крутогоровский), Соболевское (село Соболево), Устьевое (село Устьевое) |
| Тигильский               | село Тигиль           | «село Воямполка» (село Воямполка), «село Ковран» (село Ковран), «село Лесная» (село Лесная), «село Седанка» (село Седанка), «село Тигиль» (село Тигиль), «село Усть-Хайрюзово» (село Усть-Хайрюзово), «село Хайрюзово» (село Хайрюзово) |
| Усть-Большерецкий        | село Усть-Большерецк  | Озерновское (посёлок Озерновский), Октябрьское (посёлок Октябрьский); Апачинское (село Апача), Запорожское (село Запорожье), Кавалерское (сёла: Кавалерское, Карымай), Усть-Большерецкое (село Усть-Большерецк), межселенная территория (посёлки: Паужетка, Шумный) |
| Усть-Камчатский          | посёлок Усть-Камчатск | Ключевское (посёлок Ключи), Козыревское (посёлок Козыревск, село Майское), Усть-Камчатское (село Крутоберегово, посёлок Усть-Камчатск) |

## История

### 1803—1848 годы. 1-я Камчатская область, (приморское управление)
11 августа 1803 года согласно «Положению для Камчатки» из Нижнекамчатского уезда и Ижигинского округа была учреждена Камчатская область Иркутской губернии с центром в Нижнекамчатске.
22 июня 1822 года было утверждено «Учреждение для управления сибирских губерний» с приложением «Табели разделения Сибири», согласно которому Камчатская область была преобразована в Камчатское приморское управление Иркутской губернии с центром в Петропавловском порту.

### 1849—1856 годы. 2-я Камчатская область
2 декабря 1849 года согласно указу Правительствующему Сенату из Камчатского приморского управления и Гижигинского округа Охотского приморского управления Иркутской губернии была образована Камчатская область Восточно-Сибирского генерал-губернаторства.
10 января 1851 года на основании положения «Об управлении Камчатской областью» область была разделена на два округа — Петропавловский и Гижигинский; территория Охотского побережья вошла в состав Якутской области.
31 октября (14 ноября) 1856 года Камчатская область была упразднена. Её территория вошла в состав новообразованной Приморской области (см. АТД Хабаровского края).

### 1909—1926 годы. 3-я Камчатская область (губерния)
17 июня 1909 года согласно закону «Об административном переустройстве Приморской области и острова Сахалина» из состава Приморской области была выделена Камчатская область Приамурского генерал-губернаторства, в которую вошли уезды:
- Анадырский (центр — Марково; с 1889 Ново-Мариинск)
- Гижигинский (центр — город Гижигинск)
- Командорские острова (Командорский) (уездного города не имел)
- Охотский (центр — город Охотск)
- Петропавловский (центр — город Петропавловск)[14][15][16]

В 1909 году был образован Чукотский уезд (центр — бухта Провидения; с 1912 года — посёлок Уэлен).
С ноября 1920 по март 1921 года Камчатская область находилась в составе Дальневосточной республики (ДВР). 23 марта 1921 года, согласно договору между правительствами ДВР и РСФСР о границах, Камчатская область была передана из ДВР в состав РСФСР.
27 апреля 1922 года по настоянию Якутского губревкома из Камчатской области в состав новообразованной Якутской АССР был включён Охотский уезд.
15 ноября 1922 года декретом ВЦИК Дальневосточная республика была преобразована в Дальневосточную область РСФСР, в состав которой вошла Камчатская область, переименованная 6 декабря того же года в губернию. Камчатская губерния делилась на пять уездов:
- Анадырский уезд
- Гижигинский уезд
- Командорский уезд
- Петропавловский уезд
- Чукотский уезд[20]

23 июня 1923 года постановлением ВЦИК Охотский уезд из состава Якутской АССР был передан Камчатской губернии.
В 1924 году Петропавловск был переименован в Петропавловск-Камчатский.

### 1926—1932 годы. Камчатский округ
4 января 1926 года Президиум ВЦИК вынес постановление об образовании и районировании Дальневосточного края (ДВК), центром которого стал Хабаровск. Территория края разделялась на 9 округов, включая Камчатский округ в пределах Чукотского, Анадырского, Гижигинского и Петропавловского уездов упразднённой Камчатской губернии. Ольский и Охотский туземные районы эвенков (тунгусов) Камчатской губернии были переданы в Николаевский округ Дальневосточного края.
1 апреля 1926 года решением Камчатского губревкома № 29 в Камчатский округ был разделён на 8 районов.
| Округ      | Центр                          | Районы |
| ---------- | ------------------------------ | --- |
| Камчатский | город Петропавловск-Камчатский | Анадырский (центр — посёлок Ново-Марьинский), Большерецкий (из бывших Соболевской и Большерецкой волостей; центр — село Большерецк), Карагинский (центр — село Тиличики), Пенжинский (центр — село Каменское), Петропавловский (город Петропавловск-Камчатский), Усть-Камчатский (центр — село Усть-Камчатское), Тигильский (центр — село Тигиль), Чукотский (центр — пост Уэлен) |

12 августа 1926 года на основании «Временного положения об управлении туземных народностей и племён Северных окраин РСФСР», утверждённого ВЦИК, и согласно представлению Комитета Севера, постановлением Камчатского Окружного революционного комитета был образован Быстринский ламутский туземный район, который объединил родовые Советы следующих родов (обществ): Анавгайского, Лаучанского и Кекукнайского.
19 августа 1927 года Тигильский район был преобразован в Тигильский корякский кочевой туземный район (позднее переименован в Восточно-Корякский район).
5 июня 1928 года по представлению Комитета Севера Далькрайисполкома Пенжинский район был преобразован в Западно-Корякский туземный район, который включил в себя туземные Советы: Ассовеемский, Вилигинский, Гижигинский (корякский), Итканский, Каменский, Кысквеемский, Микинский, Наяханский, Окланский, Паренский, Пенжинский (корякский), Рекинниковский, Тайгоносский, Таватумский, Хаймикинский, Шайбовеемский и Янытатвеемский.
10 декабря 1930 года постановлением Президиума ВЦИК РСФСР «Об организации национальных объединений в районах расселения малых народностей Севера» в составе ДВК были образованы:
- Корякский национальный округ (центр Пенжинская культбаза (ныне село Каменское)), в состав которого были включены из Камчатского округа Дальневосточного края Северный (Карагинский) и Восточно-Корякский (Тигильский) районы полностью и Западно-Корякский (Пенжинский) район, за исключением территории расселения эвенов, относимой к Охотскому национальному округу[23]
- Охотский национальный (Эвенский) округ (ОЭНО) (центр — селение Охотск; фактически, до 25 ноября 1932 года, — посёлок Нагаево), в состав которого из Камчатского округа была включена эвенская часть Пенжинского района (см. далее АТД Хабаровского края)
- Чукотский национальный округ (центр — Чукотская культбаза — Губа Святого Лаврентия, временно), в состав которого из Камчатского округа были включены Анадырский и Чукотский районы (см. далее АТД Чукотского АО)

Корякский НО был поделён на 4 района:
- Карагинский (центр — село Карага)
- Олюторский (центр — село Тиличики) — выделен из состава Карагинского района 10 декабря 1930 года
- Пенжинский (центр — село Марково)[23]
- Тигильский (центр — село Тигиль)[20]

10 января 1932 года постановлением ВЦИК РСФСР были образованы Алеутский национальный район с административным центром в селении Никольском на острове Беринге в существующих границах островного Алеутского туземного района и Быстринский национальный (Эвенский) район с административным центром в селении Оновгай в существующих границах Быстринского Ламутского туземного района

### 1932—1956 годы. Камчатская область Дальневосточного (Хабаровского) края
Несмотря на то, что 28 июля 1930 года ВЦИК СССР принял постановление о ликвидации округов как единиц административного деления, Камчатский округ существовал до 1932 года. 20 октября 1932 года постановлением ВЦИК и СНК РСФСР «О новом территориальном делении и районировании Дальневосточного края» в составе ДВК была образована Камчатская область. Область первоначально делилась на 5 районов:
- Алеутский
- Быстринский
- Петропавловский
- Усть-Большерецкий
- Усть-Камчатский[13][14]

25 января 1933 года постановлением Дальневосточного крайисполкома из частей Усть-Камчатского и Петропавловского районов был организован Мильковский район.
22 июля 1934 года постановлением Президиума ВЦИК «О новом административном делении Дальневосточного края» в состав Камчатской области были включены Чукотский и Корякский национальные округа.
20 октября 1938 года указом Президиума Верховного Совета СССР Камчатская область вошла в состав новообразованного Хабаровского края.
| Район                                                | Центр                          | Сельсоветы |
| ---------------------------------------------------- | ------------------------------ | --- |
| Петропавловск-Камчатский                             |                                | |
| Алеутский                                            | село Никольское                | Никольский, Преображенский |
| Быстринский                                          | село Эссо                      | Анавгайский, Кекукнайский, Лаучанский, Тваянский |
| Мильковский                                          | село Мильково                  | Верхне-Камчатский, Долиновский, Кирганинский, Малкинский, Мильковский, Начикинский, Пущинский, Средне-Камчатский |
| Петропавловский                                      | город Петропавловск-Камчатский | Авачинский, Елизовский, Николаевский, Паратунский, Халактырский, Шемлечинский |
| Усть-Большерецкий                                    | село Усть-Большерецк           | Апачинский, Большерецкий, Голыгинский, Запорожский, Ичинский 1-й, Ичинский 2-й, Кавалерский, Кихчинский 1-й, Кихчинский 2-й, Колапковский, Корякский, Крутогоровский 1-й, Крутогоровский 2-й, Ленинский, Немтинский, Облуковский, Озёрновский, Соболевский, Усть-Большерецкий |
| Усть-Камчатский                                      | село Усть-Камчатск             | Еловский, Камакский, Ключевский, Козыревский, Крестовский, Крутобереговский, Нижне-Камчатский, Николаевский, Усть-Камчатский, Ушковский |
| Корякский национальный округ                         |                                | |
| Район                                                | Центр                          | Сельсоветы |
| Карагинский                                          | село Карага                    | Анапкинский, Ивашкинский, Карагинский (островной), Карагинский, Кичигинский, Уканский |
| Олюторский                                           | село Тиличики                  | Апуко-Корякский, Апуко-Ламутский, Апуко-Чукотский, Верхне-Вывинский, Вывинский, Корфовский, Куктушинский, Олюторский, Пахача-Корякский, Пахача-Чукотский, Тиличинский |
| Пенжинский                                           | село Каменское                 | Ассовеемский, Аянский, Верхне-Гижигинский, Верхне-Пареньский, Гижигинский, Итканский, Каменский, Куюль-Ваямский, Микинский, Окланский, Оклоно-Ламутский, Ориоченский, Пал-Пальский, Парено-Ламурский, Пареньский, Рекинниковский, Слаутинский, Тайгановский, Шайбовеемский    |
| Тигильский                                           | село Тигиль                    | Аманинский, Белоголовский, Воямпольский 1-й, Воямпольский 2-й, Ковранский, Кохтанинский, Кинкильский, Лесновский, Напанский, Паланский 1-й, Паланский 2-й, Седанкинский, Сопечпинский, Тигильский, Ухтоловский, Хайрюзовский                                                  |
| Чукотский национальный округ (см. АТД Чукотского АО) |                                | |

В 1940 году был ликвидирован Петропавловский район. Авачинский, Елизовский, Жупановский, Малкинский, Начинский, Николаевский, Паратунский и Халактырский сельсоветы вошли в подчинение Петропавловск-Камчатского горсовета.
1 апреля 1946 года указом Президиума Верховного Совета РСФСР путём разукрупнения Усть-Большерецкого района был образован Соболевский район.
17 ноября 1949 года указом Президиума Верховного Совета РСФСР из сельской местности Петропавловского горрайона был образован Елизовский район.
18 мая 1951 года из состава Камчатской области был выделен Чукотский национальный округ и передан в непосредственное подчинение Хабаровскому краю.

### 1956—2007 годы. Камчатская область
23 января 1956 года указом Президиума Верховного Совета СССР из состава Хабаровского края в самостоятельную область РСФСР была выделена Камчатская область.
| Район                        | Центр                 | Сельсоветы, города и посёлки районного подчинения                                                               |
| ---------------------------- | --------------------- | --- |
| Петропавловск-Камчатский     |                       | Октябрьский райсовет: посёлок Моховая                                                                           |
| Елизово                      |                       | |
| Алеутский                    | село Никольское       | |
| Быстринский                  | село Эссо             | Анавгайский, Эссовский                                                                                          |
| Елизовский                   | город Елизово         | Корякский, Начикинский, Николаевский, Новоавачинский, Новолесновский, Паратунский, Пионерский, Раздольненский   |
| Мильковский                  | село Мильково         | Агинский, Долиновский, Лазовский, Мильковский, Таёжнический, Шаромский, посёлок Атласово                        |
| Соболевский                  | село Соболево         | Ичинский, Крутогоровский, Соболевский, Устьевской, посёлок Кировский                                            |
| Усть-Большерецкий            | село Усть-Большерецк  | Апачинский, Запорожский, Кавалерский, Усть-Большерецкий; посёлки: Большерецк, Озёрновский, Октябрьский          |
| Усть-Камчатский              | посёлок Усть-Камчатск | Крутобереговский, Майский, город Ключи; посёлки: Козыревск, Усть-Камчатск                                       |
| Корякский национальный округ |                       | |
| Район                        | Центр                 | Сельсоветы, посёлки районного подчинения                                                                        |
| Карагинский                  | посёлок Оссора        | Ивашкинский, Карагинский, Костромской, Тымлатский; посёлки: Ильпырский, Оссора                                  |
| Олюторский                   | село Тиличики         | Апуко-Корякский, Ачай-Ваямский, Вывенский, Пахача-Чукотский, Тиличинский, Хаилинский; посёлки: Корф, Пахачи     |
| Пенжинский                   | село Каменское        | Аянский, Каменский, Манильский, Окланский, Пареньский, Первореченский, Слаутинский, Таловский                   |
| Тигильский                   | село Тигиль           | Воямпольский, Ковранский, Лесновский, Седанкинский, Тигильский, Усть-Хайрюзовский, Хайрюзовский, посёлок Палана |

8 октября 1990 года во исполнение решения 2-й сессии Совета народных депутатов КАО было решено: «Объявить КАО Корякской Автономной Советской Республикой в составе РСФСР».
В октябре 1991 года решением Совета народных депутатов КАО Корякский автономный округ вышел из состава Камчатской области и был объявлен Корякской республикой в составе РСФСР.

### с 2007 года. Камчатский край
1 июля 2007 года в соответствии с Федеральным конституционным законом от 12 июля 2006 года № 2-ФКЗ «Об образовании в составе Российской Федерации нового субъекта Российской Федерации в результате объединения Камчатской области и Корякского автономного округа» был образован Камчатский край.